# Palaioscia alticola
Palaioscia alticola är en kräftdjursart som beskrevs av Albert Vandel1973. Palaioscia alticola ingår i släktet Palaioscia och familjen Philosciidae. Inga underarter finns listade i Catalogue of Life.